# Monts Apucènes
Ne doit pas être confondu avec Parc naturel Apuseni.
Les monts Apucènes (en roumain : Munții Apuseni ; en hongrois : Erdélyi-középhegység ; en allemand : Siebenbürgisches Westgebirge) sont une chaîne de montagne de moyenne altitude (1 100 à 1 800 m) située à l'ouest de la Transylvanie, en Roumanie. Elle fait partie des Carpates occidentales roumaines.
Le sommet le plus élevé est la Cucurbăta Mare, ou mont Bihor (en hongrois : Nagy-Bihar, le « Grand Bihor »), culminant à 1 850 mètres d'altitude.

## Toponymie
Les monts « Apucènes » signifient en français monts « du couchant ».

## Géographie

### Situation et topographie
Les monts Apucènes se situent dans la partie centre-ouest de la Roumanie formant le secteur nord des Carpates occidentales.
Les monts Apucènes sont délimités au nord par la rivière Barcău, au sud par la vallée du Mureș (en hongrois : Maros), à l'ouest par la plaine de la Tisza et à l'est par la dépression de Colinară du plateau transylvain.
Le lac de barrage Beliș-Fântânele est situé à l'ouest du județ de Cluj, au nord des monts Apucènes entre les monts Gilău (à l'est), les monts Vlădeasa (à l'ouest) et les monts Mare (au sud).

#### Sommets principaux
- Cucurbăta Mare ou mont Bihor (1 850 m)
- Piatra Grăitoare (1 658 m)
- Mont Zanoaga ou Taul Mare (1 543 m)
- Mont Gaina (1 486 m)

### Géologie

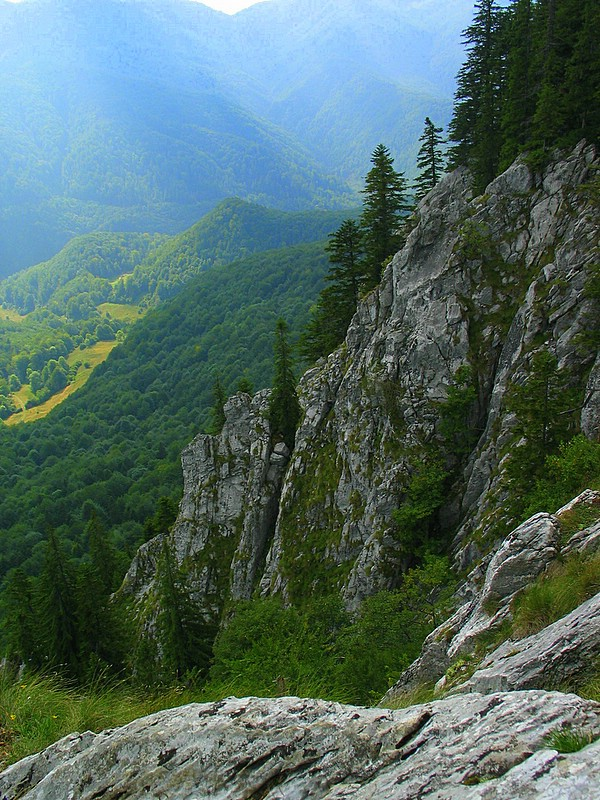
Versant forestier dans le massif du Bihor.

Les monts Apucènes sont des montagnes relativement jeunes, plissées et formées lors de l'orogenèse alpino-carpato-himalayenne qui voit la fermeture de l'océan Téthys.
Le massif karstique des Apucènes est géologiquement très hétérogène avec un revêtement épais de conglomérats, grès, schistes argileux, des couches massives de calcaires, dolomies et quartzites.
Pour cette raison, les monts Apucènes, parc naturel protégé, sont prodigues en curiosités géologiques, telles que grottes, avens, rivières et cascades souterraines, gorges ou le plus grand glacier souterrain du pays (80 000 m3). On n'y dénombre pas moins de quatre cents grottes.
Les monts Apucènes (en particulier les monts Bihor et monts Métallifères transylvains) recèlent des gisements d'or et d'argent dans les roches volcaniques qui ont fait l'objet d'une exploitation intensive depuis l'Antiquité.

### Faune et flore
Les monts Apucènes abritent à l'intérieur du parc naturel Apuseni de nombreuses espèces de mammifères dont des ours, des renards, cerfs, chevreuils, écureuils, loups, lynx, chamois ainsi que de nombreuses espèces d'oiseaux dont le Grands Tétras, l'aigle pomarin et l'aigle royal, espèces protégées.

### Subdivisions
- Monts de Criș :

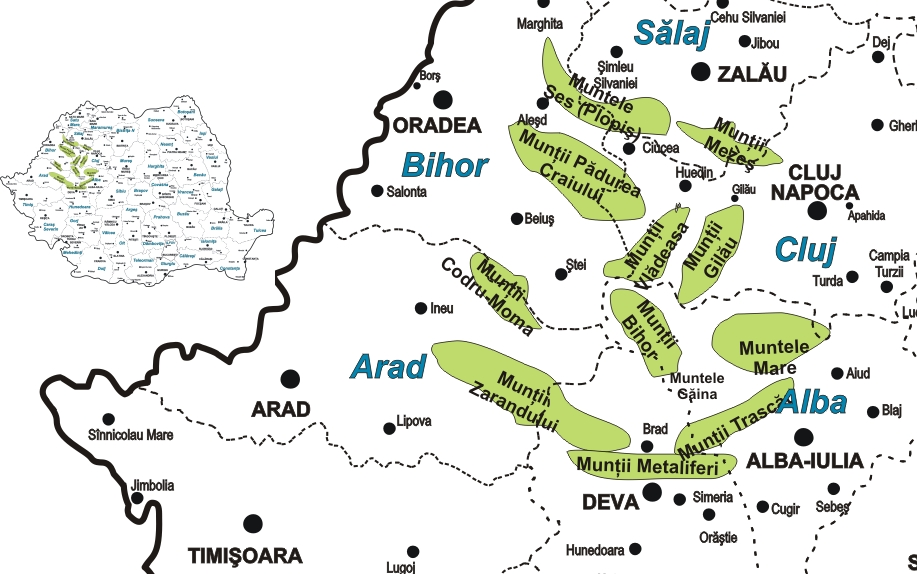
Localisation des massifs des Carpates occidentales transylvaines (monts Apucènes).

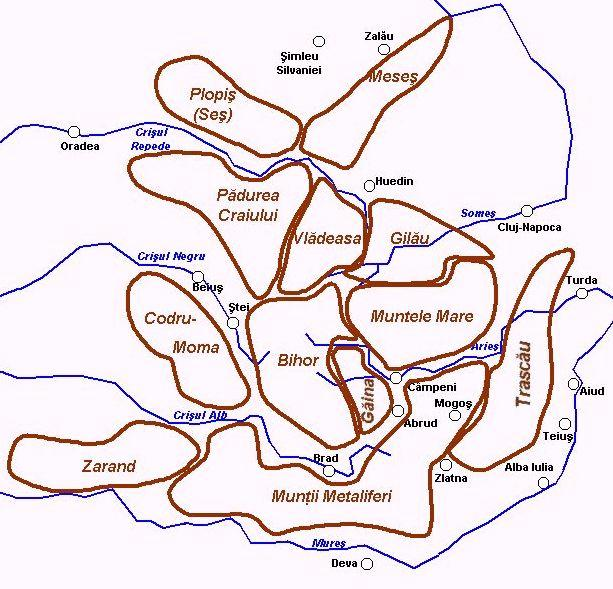
Les différentes subdivisions des monts Apucènes.

  - Collines Crișiennes, dont la dépression de Beiuș (Depresiunea Beiuș), dépression de Vad (Depresiunea Vad)
  - Pădurea Craiului (littéralement : « forêt du Roi » ; plus haut sommet : pic Runcului - 822 m)
  - Monts Codru-Moma (plus haut sommet : pic Pleșu - 1 112 m)

- Monts de Popliș-Seș-Meseș :
  - Monts de Meseș (pic Măgura Priei - 997 m)
  - Monts Popliș-Seș (pic Măgura Mare - 918 m)
  - Dépression de Șimleu (Depresiunea Șimleu), souvent considérée comme une partie du bassin de Transylvanie et du plateau de Someș
  - Monts Șimleu, souvent considérés comme une partie du bassin de Transylvanie et du plateau de Someș (pic Măgura Șimleului - 597 m)

- Massif du Bihor (Masivul Bihorului) :
  - Monts du Bihor (Cucurbăta Mare, connue aussi sous le nom de mont Bihor - 1 850 m)
  - Monts Vlădeasa (mont Vlădeasa - 1 836 m)
  - Monts Mare (littéralement : « Grand mont » ; pic Muntele Mare - 1 826 m)
  - Mont du Gilău
  - Mont Găina (littéralement : « mont de la Poule » ; pic Găina - 1 486 m)
  - Dépression de Brad
  - Dépression de Huedin

- Monts du Mureș :
  - Monts du Zarand (pic Drocea - 835 m)
  - Monts métallifères transylvains
  - Monts du Trascău

## Histoire
Au cours de l'Antiquité, les Daces puis les Romains ont exploité les ressources minières faites d'or et d'argent dans les monts Bihor (appartenant aux monts Apucènes). Dès la fin du IIe siècle av. J.-C., les Daces commencent à fabriquer des pièces en or, sans doute avec l'aide des colons grecs. La plupart sont des contrefaçons parfaites des pièces romaines, mais une partie des pièces ne sont pas des contrefaçons, car comportant également des inscriptions en alphabet grec. La victoire des Romains sur le roi dace Décébale permet à l'empereur romain Trajan de mettre la main sur son trésor évalué par l'historien Jérôme Carcopino à 165 500 kg d'or et 331 000 kg d'argent.
Bien que l'exploitation de l'or n'ait pas cessé au cours des deux derniers millénaires, elle a connu un accroissement progressif depuis le temps de l'impératrice Marie-Thérèse d'Autriche. De nos jours, le site Roșia Montană fait l'objet d'un projet d'exploitation de mine d’or à ciel ouvert auquel s'oppose la population du village de Roșia Montană en raison de la destruction de l'environnement.

## Tourisme
Les monts Apucènes, du fait de leur géologie, recèlent de nombreux sites touristiques. On y trouve pas mal de cascades aux noms évocateurs telles que Pişoaia (« la pisseuse »), Vârcociog (« le loup-garou »), ou encore Valul Miresei (« le Voile de la mariée ») et de grottes, telles que la grotte aux cristaux de Mina Farcu, la grotte Meziaş, la grotte aux Ours ou encore la grotte Scărişoara qui contient le plus grand glacier souterrain de Roumanie. On y trouve également des cavités rocheuses monumentales à Cetățiile ponorului (la citadelle de Ponor), avec des galeries souterraines, abritant un nombre innombrable de formes karstiques et des gorges dont les plus connues sont les Cheile Turzii (gorges de Turda) et de Someșului Rece. L'on y trouve en outre la réserve naturelle de Groapa Ruginoasa.
Une partie des monts Apucènes fait partie du parc naturel Apuseni, situé dans la section centre-nord des monts Apucènes, comprenant des reliefs des monts Bihor (en), au sud et les monts Vlădeasa (ro) au nord.

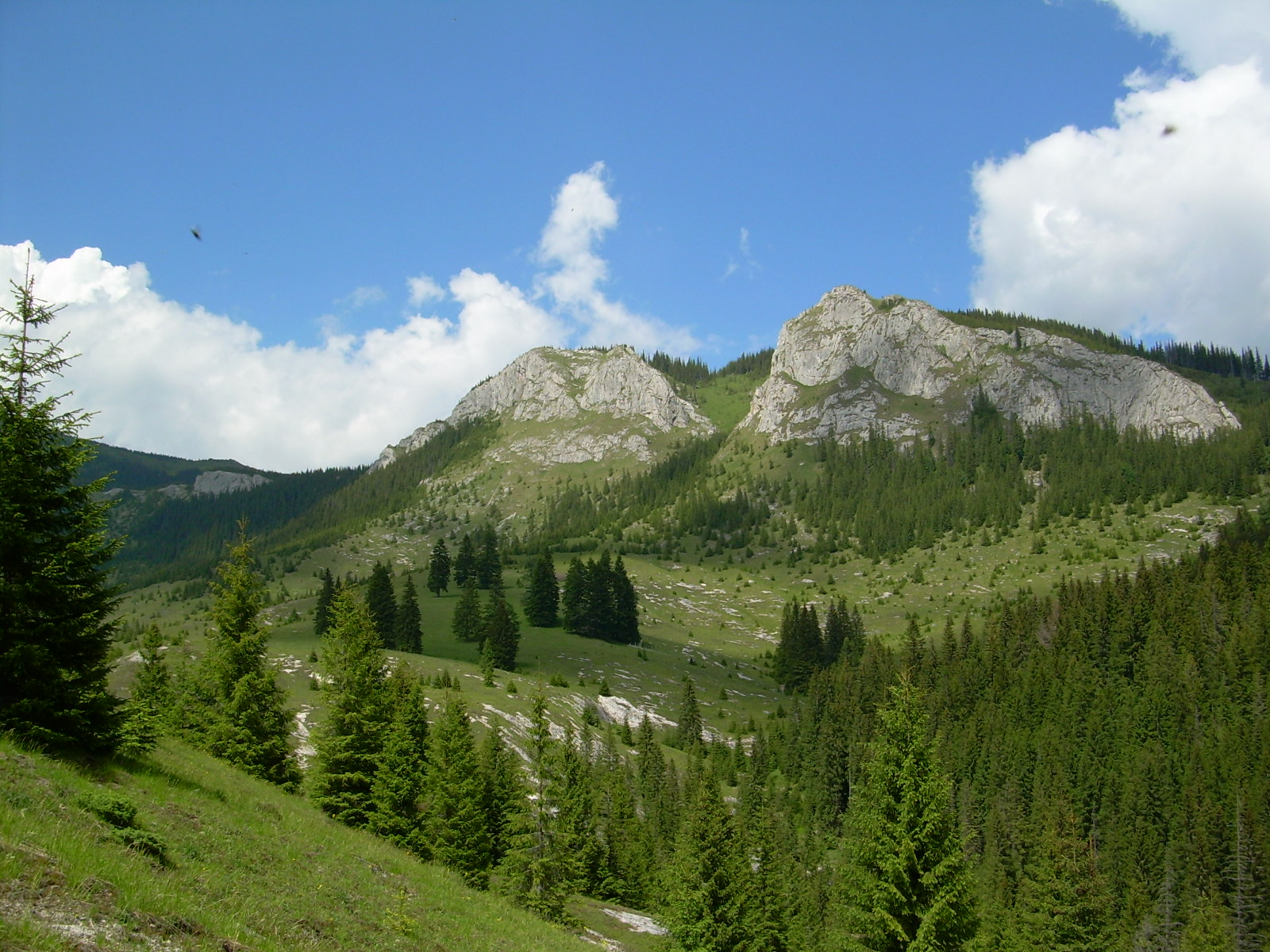
Vlădeasa.
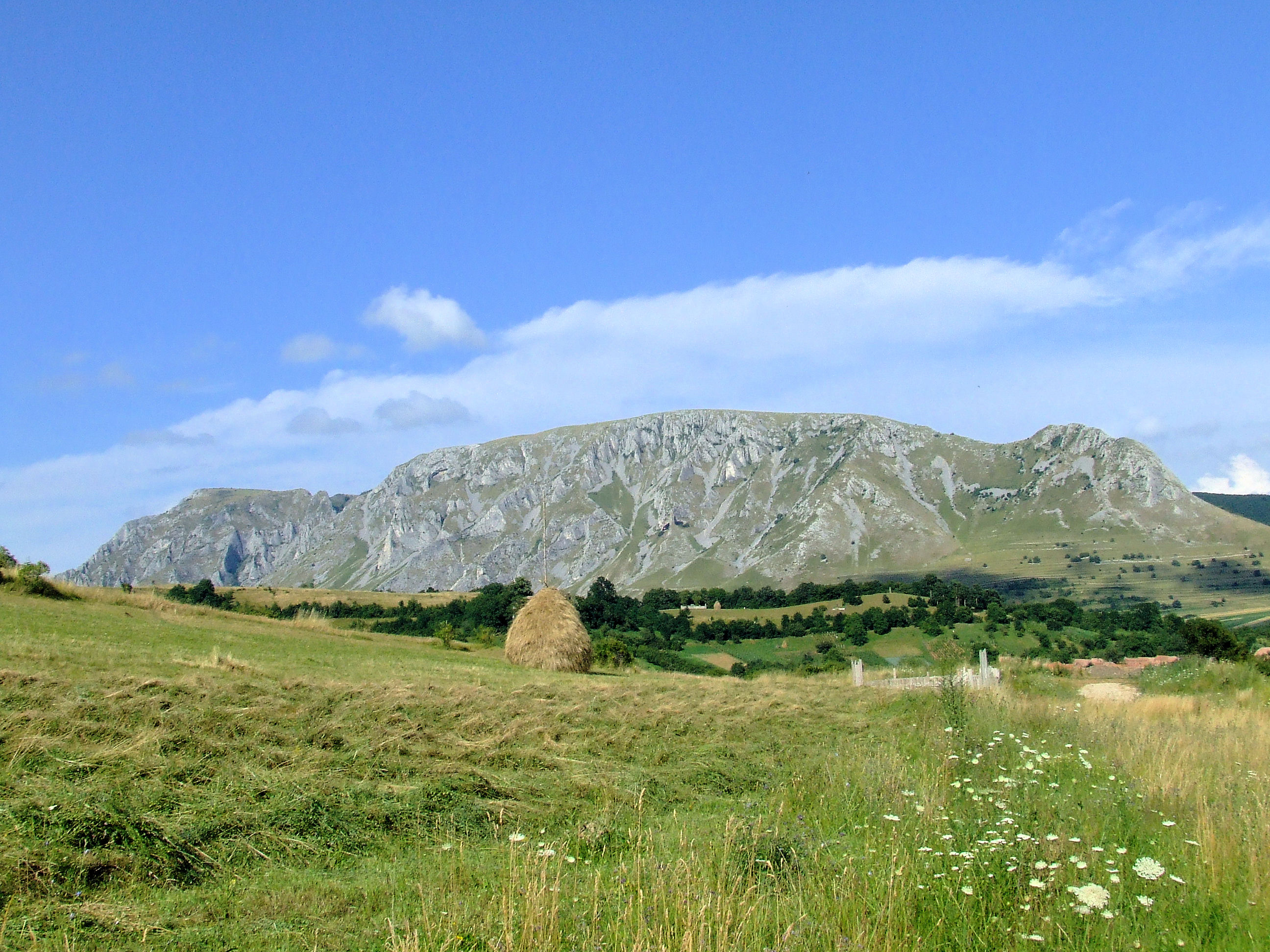
Piatra Secuiului.
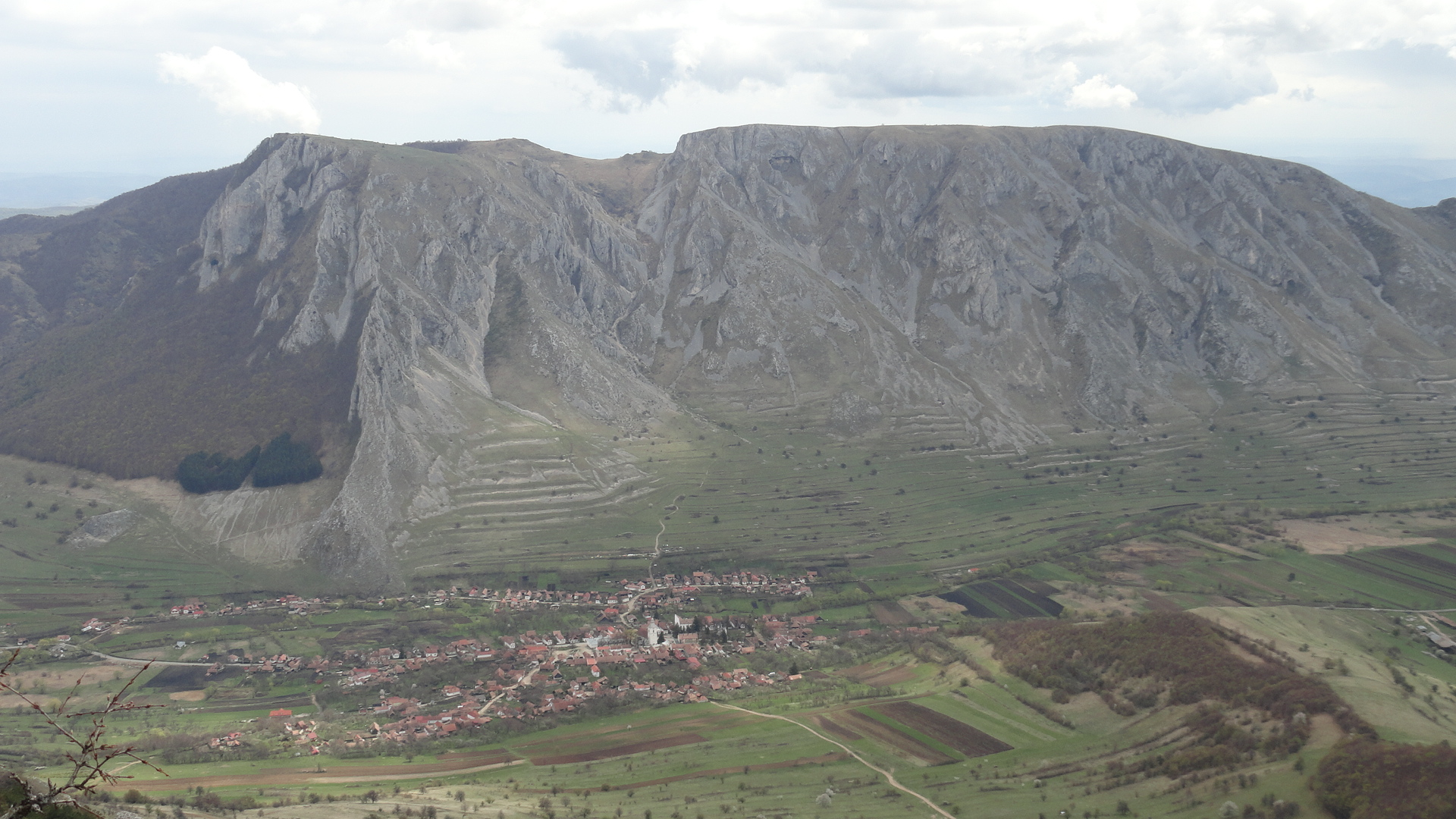
Rimetea.
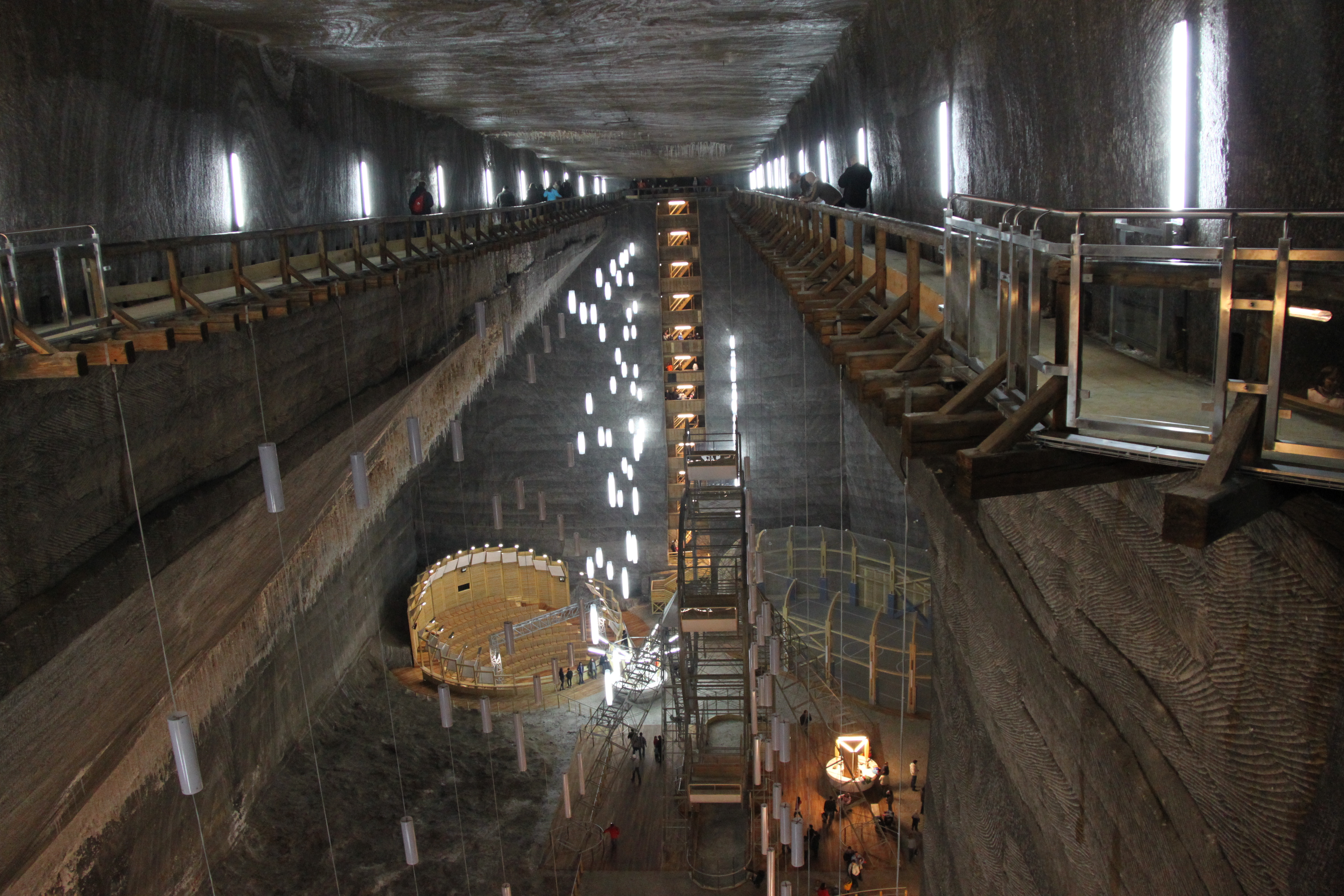
Mine de sel de Turda.
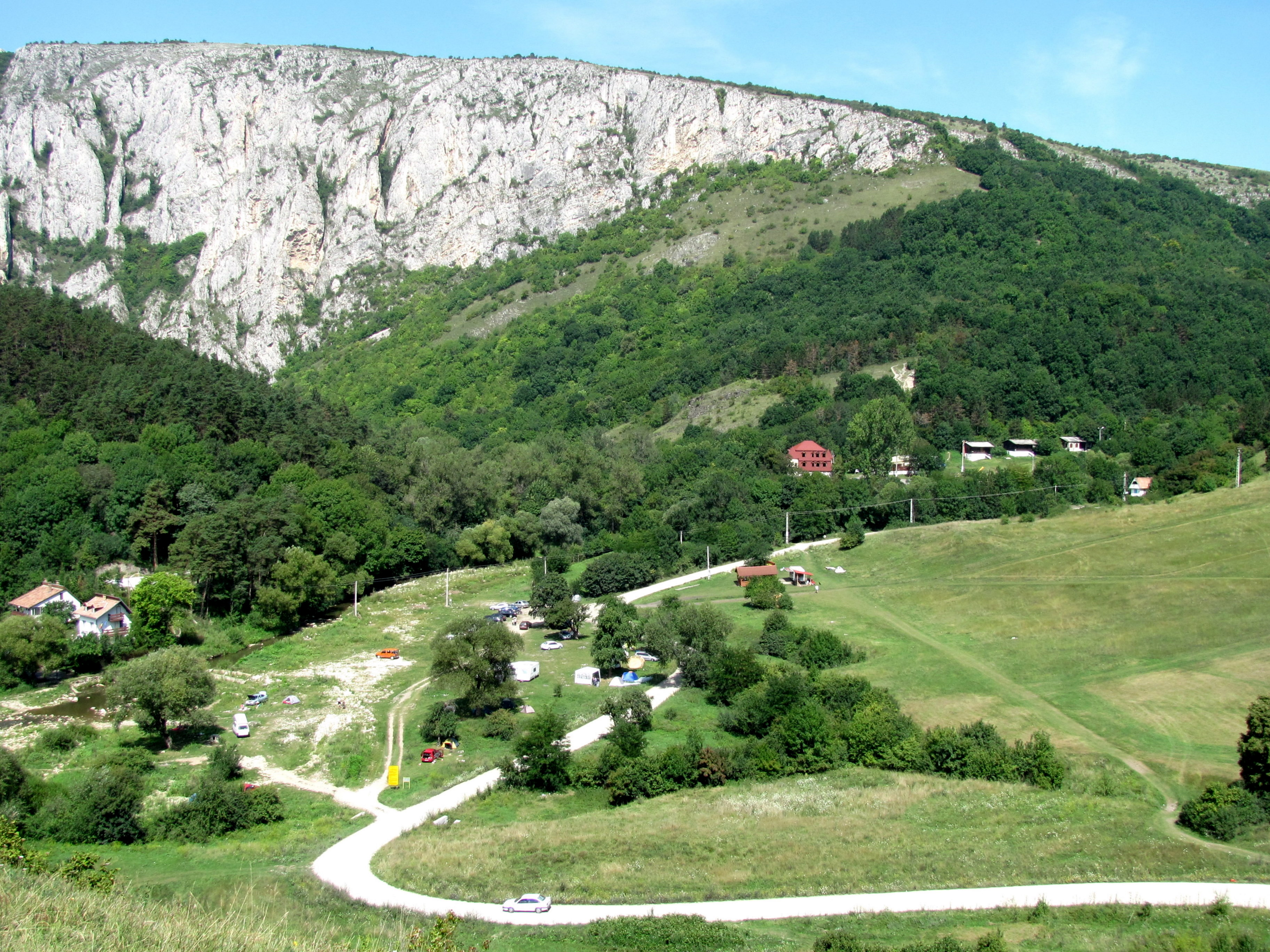
Cheile Turzii.
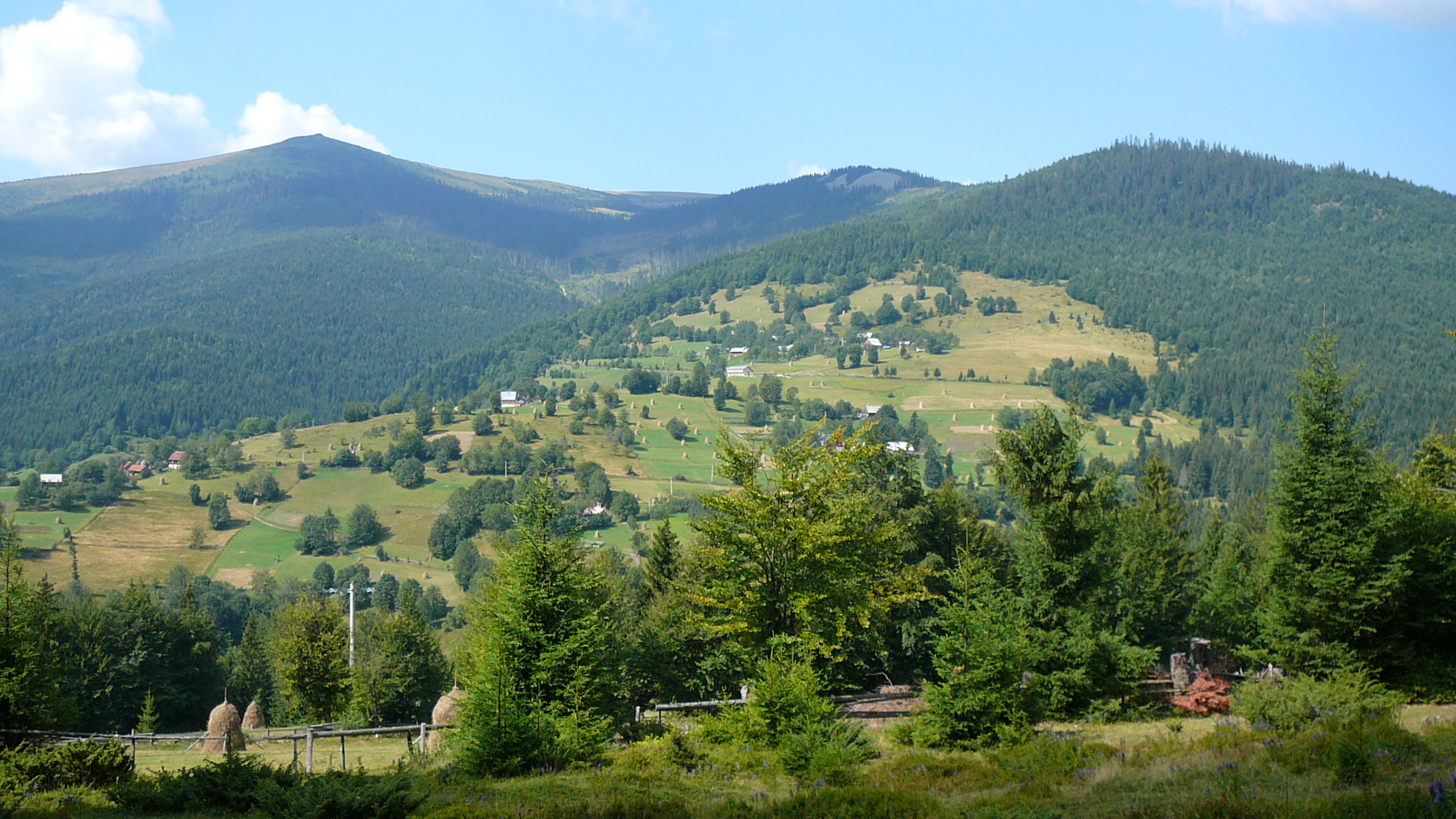
Arieșeni.
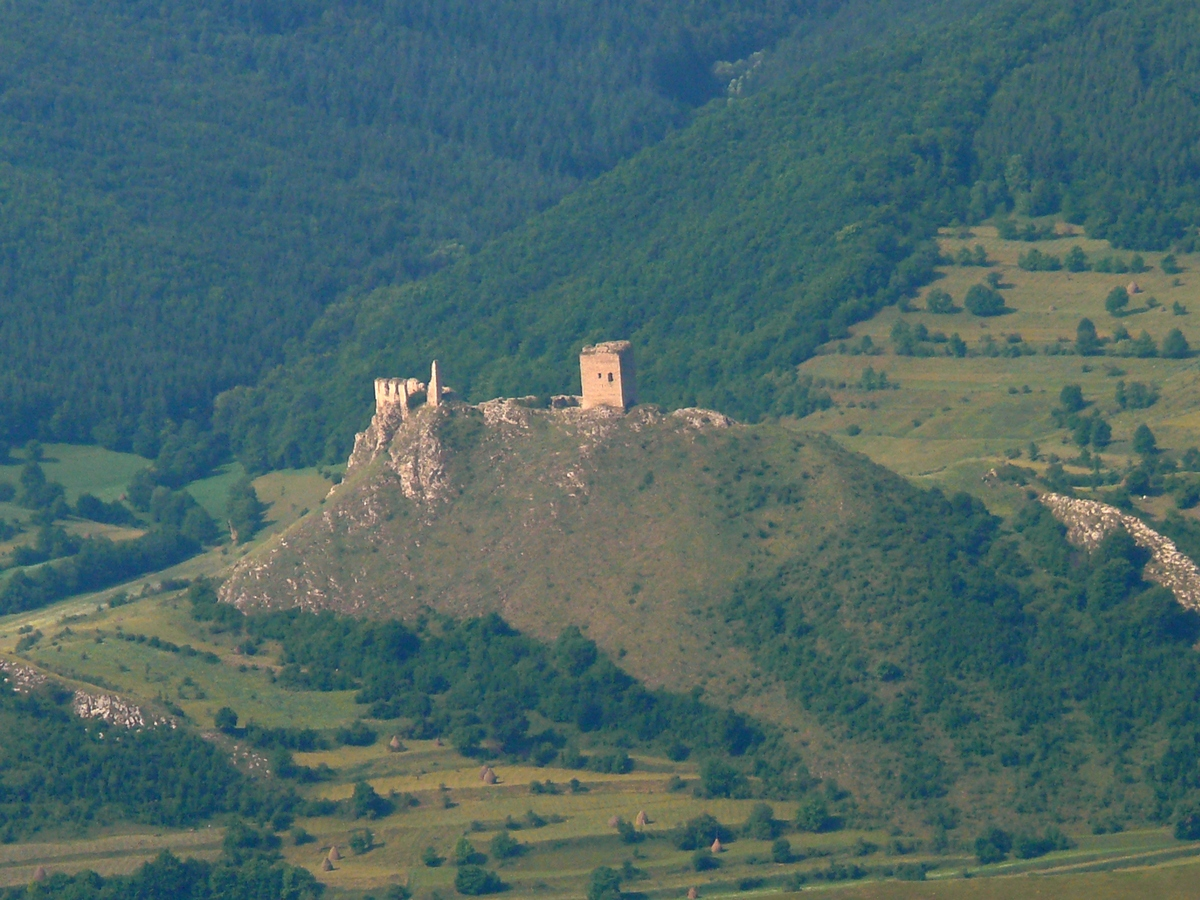
Citadelle de Trascău.